# 메리 브라운스 센터
메리 브라운스 센터(Mary Brown's Centre)은 캐나다 뉴펀들랜드 래브라도주 세인트존스에 위치한 실내 경기장이다. 과거 AHL 세인트존스 메이플리프스, 세인트존스 아이스 캡츠의 홈경기장으로 사용으로 했으면, 현재 NBL 캐나다 세인트존스 엣지의 홈경기장으로 사용되고 있다.